# 美海そら
美海 そら（みうみ そら、6月29日 - ）は、宝塚歌劇団月組に所属する娘役。

## 来歴
2016年4月、宝塚音楽学校入学。
2018年4月、宝塚歌劇団に104期生として入団。入団時の成績は8番。星組宝塚大劇場公演『ANOTHER WORLD／Killer Rouge』で初舞台。

## 主な舞台

### 初舞台公演
- 2018年4月～6月、 『ANOTHER WORLD／Killer Rouge』（宝塚大劇場のみ）

### 月組配属後
- 2018年7月、『愛聖女（サントダムール）－Sainte♡d’Amour－』（バウホール）
- 2018年8月、『エリザベート -愛と死の輪舞-』新人公演：侍女（本役：白河りり）
- 2019年1月、『Anna Karenina（アンナ・カレーニナ）』（バウホール）
- 2019年3月 - 6月、 『夢現無双　-吉川英治原作「宮本武蔵」より-／クルンテープ　天使の都』新人公演：宮本村の少年/娘（本役：夏風季々）
- 2019年7 - 8月、『チェ・ゲバラ』（日本青年館・ドラマシティ） - ハバナの女
- 2019年10 - 12月、『I AM FROM AUSTRIA-故郷（ふるさと）は甘き調（しら）べ-』
- 2020年2月、『赤と黒』（御園座） - ミリアム
- 2020年9 - 2021年1月、『WELCOME TO TAKARAZUKA-雪と月と花と-』『ピガール狂騒曲』
- 2021年2 - 3月、『ダル・レークの恋』（TBS赤坂ACTシアター・ドラマシティ）
- 2021年5 - 8月、『桜嵐記（おうらんき）』 - 新人公演：弁内侍【少女】（本役：きよら羽龍）『Dream Chaser』
- 2021年10月、『LOVE AND ALL THAT JAZZ』（バウホール） - イザベル／ケティ
- 2022年1 - 3月、『今夜、ロマンス劇場で』 - 結髪、新人公演：妖怪の女、若尾菜々【セブンカラーズ】（本役：白河りり）『FULL SWING!』
- 2022年5月、『Rain on Neptune』（舞浜アンフィシアター） - トパーズ
- 2022年7 - 8月、『グレート・ギャツビー』（宝塚大劇場） - 妖精
- 2022年9 - 10月、『グレート・ギャツビー』（東京宝塚劇場） - クラブシンガー、新人公演：ニッキー（本役：清華蘭）
- 2022年11 - 12月、『ブラック・ジャック 危険な賭け』 - ピノコ『FULL SWING!』（全国ツアー）
- 2023年2 - 4月、『応天の門』 - 美柳、新人公演：ヨリ／手古（本役：白河りり）『Deep Sea-海神たちのカルナバル-』
- 2023年6月、『DEATH TAKES A HOLIDAY』（東急シアターオーブ）
- 2023年8 - 9月、『フリューゲル-君がくれた翼-』 - リナ・シュミット、新人公演：ヘルガ・ミュラー（本役：菜々野あり）『万華鏡百景色（ばんかきょうひゃくげしき）』（宝塚大劇場）
- 2023年10 - 11月、『フリューゲル-君がくれた翼-』 - リナ・シュミット『万華鏡百景色（ばんかきょうひゃくげしき）』（東京宝塚劇場）
- 2024年1月、『G.O.A.T』（梅田芸術劇場）
- 2024年3 - 5月、『Eternal Voice 消え残る想い』『Grande TAKARAZUKA 110!』（宝塚大劇場）
- 2024年6 - 7月、『Eternal Voice 消え残る想い』 - 新人公演：オーロラ（本役：白雪さち花）『Grande TAKARAZUKA 110!』（東京宝塚劇場）
- 2024年8 - 9月、『BLUFF（ブラフ）』（プレイハウス・バウホール） - メリッサ
- 2024年11 - 2025年3月、『ゴールデン・リバティ／PHOENIX RISING』 - トニ、新人公演：エレン（本役：羽音みか）
- 2025年5月、『Twinkle Moon』（宝塚バウホール）
- 2025年7 - 11月、『GUYS AND DOLLS』 - ハイソサエティの女（宝塚大劇場公演代役）、女優（東京宝塚劇場公演）[注釈 1]